# Zoroasteridae
Famille
Les Zoroasteridae sont une famille d'étoiles de mer (Asteroidea), de l'ordre des Forcipulatida, qui vivent dans les abysses.

## Caractéristiques

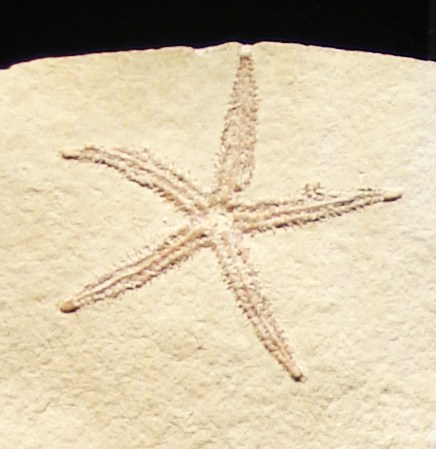
Fossile de Terminaster cancriformis

C'est une famille d'étoiles de mer restreinte (entre 24 et 35 espèces) mais largement distribuée, principalement en eaux profondes (200-6 000 m). Elles pourraient y former des agrégations importantes. Leur silhouette est assez caractéristique, avec un disque central réduit et des bras longs et fuselés ; elles peuvent mesurer une vingtaine de centimètres de diamètre, et leur couleur varie du blanc au rouge orangé. Ces étoiles possèdent une unique série de plaques marginales (comme certaines Neoasteroidae, un groupe proche).

## Liste des genres
Selon World Register of Marine Species (26 mai 2014) :
- genre Bythiolophus Fisher, 1916 -- Une espèce
- genre Cnemidaster Sladen, 1889 -- Six espèces
- genre Doraster Downey, 1970 -- Une espèce
- genre Myxoderma Fisher, 1905 -- Cinq espèces
- genre Pholidaster Sladen, 1889 -- Une espèce
- genre Sagenaster Mah, 2007 -- Une espèce
- genre Terminaster Hess, 1974 † -- Genre fossile
- genre Zoroaster Thomson, 1873 -- Vingt espèces

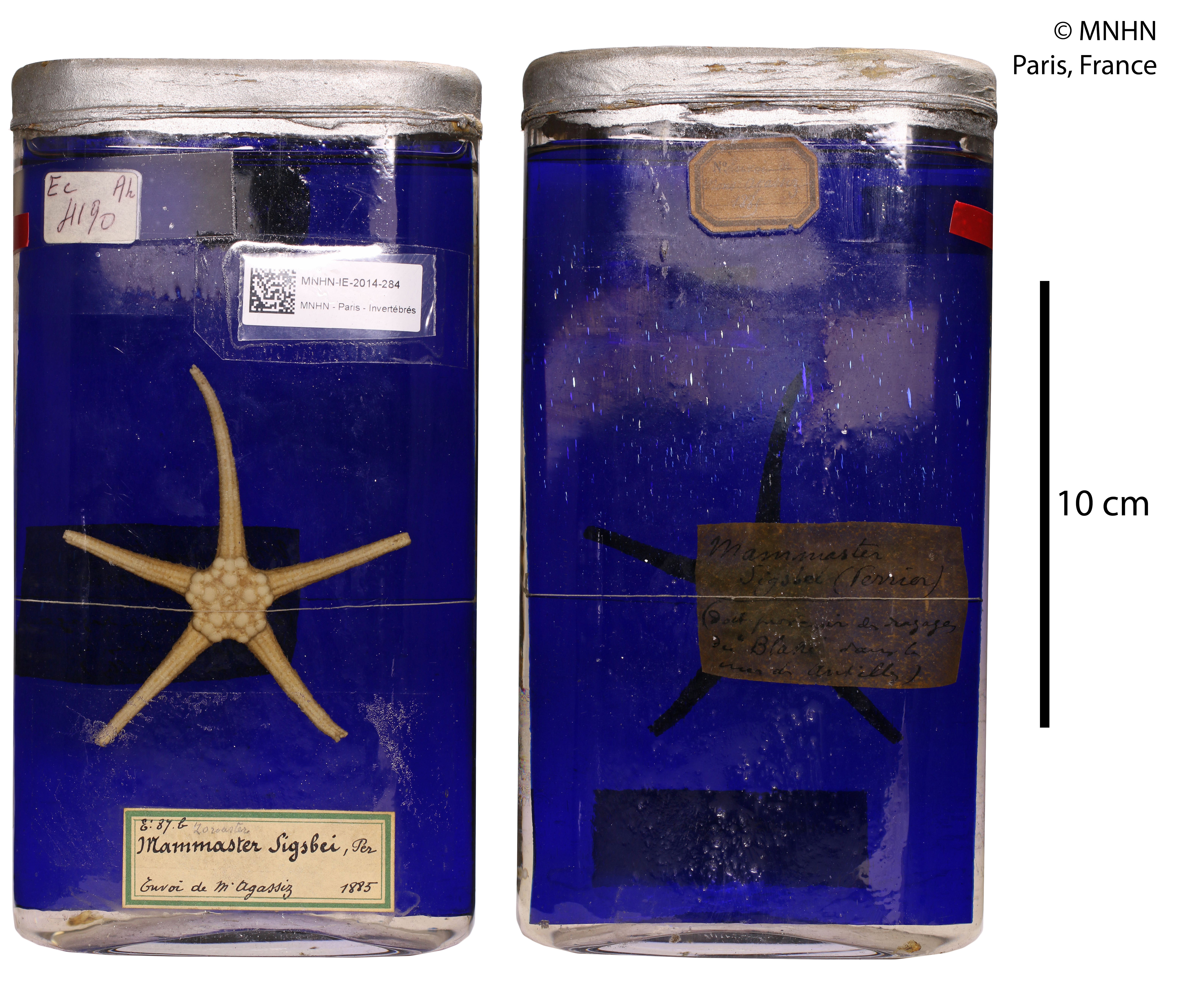
Cnemidaster sigsbeei (MNHN)
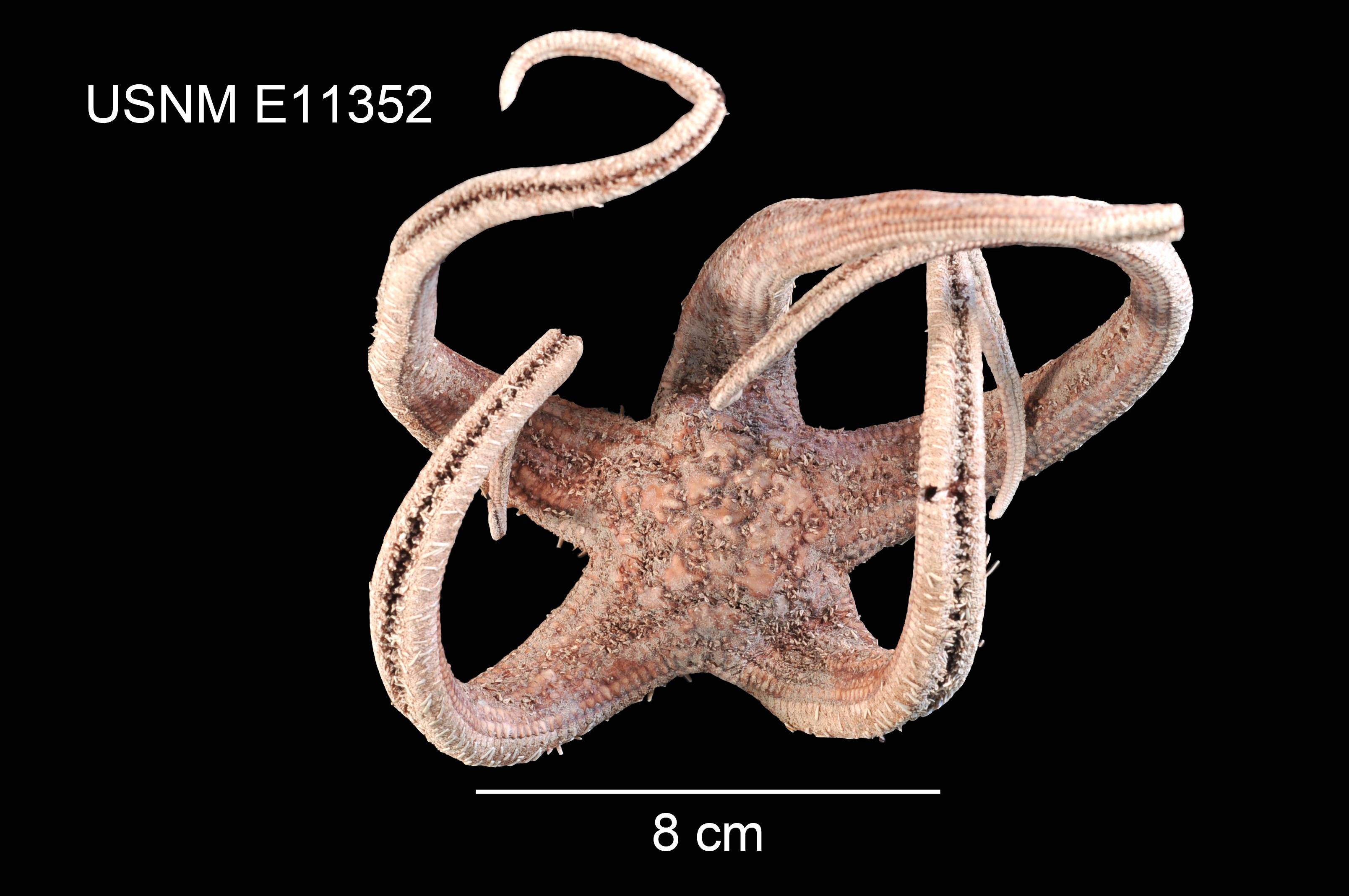
Doraster constellatus (USNM)
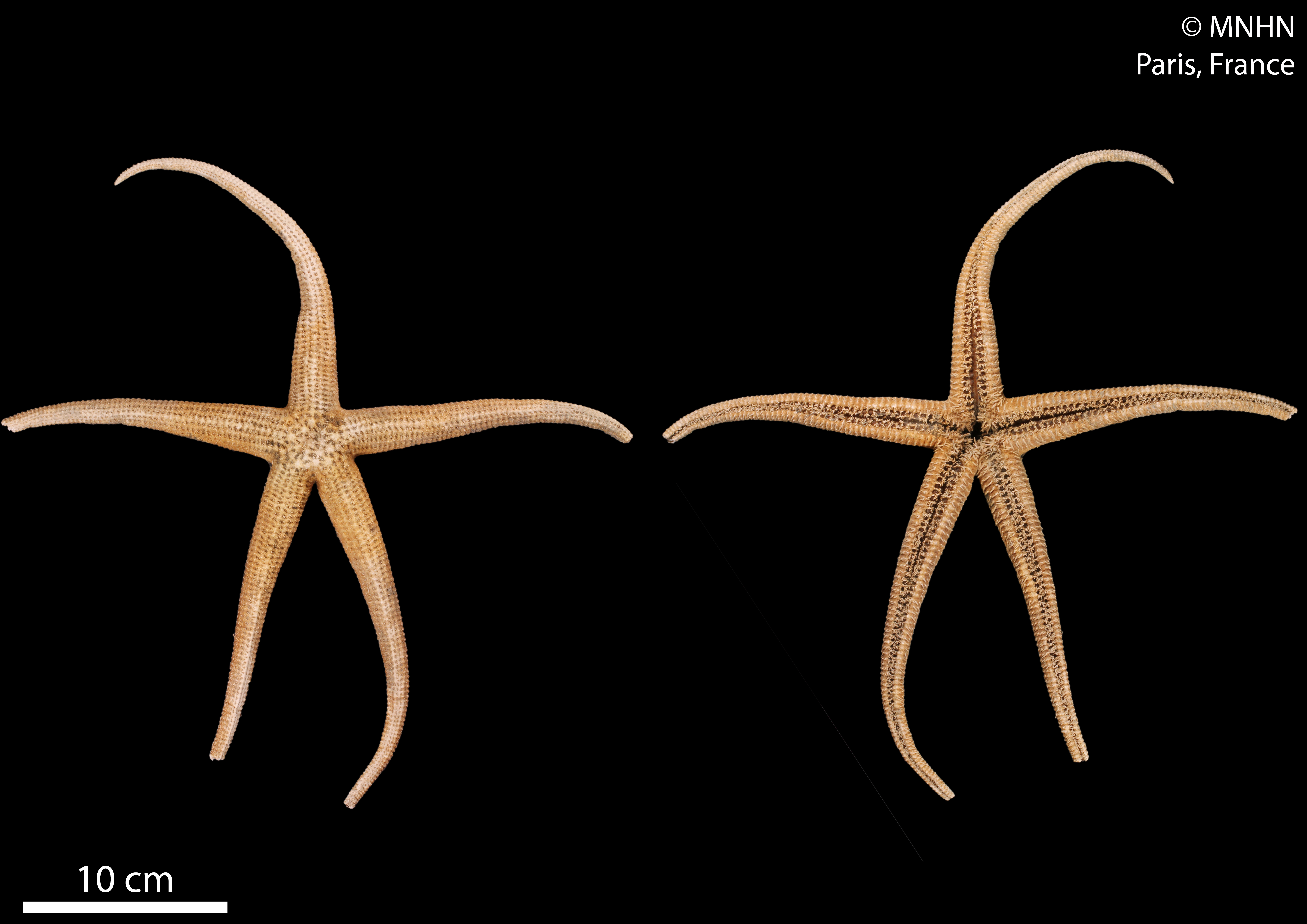
Myxoderma acutibrachia (MNHN)
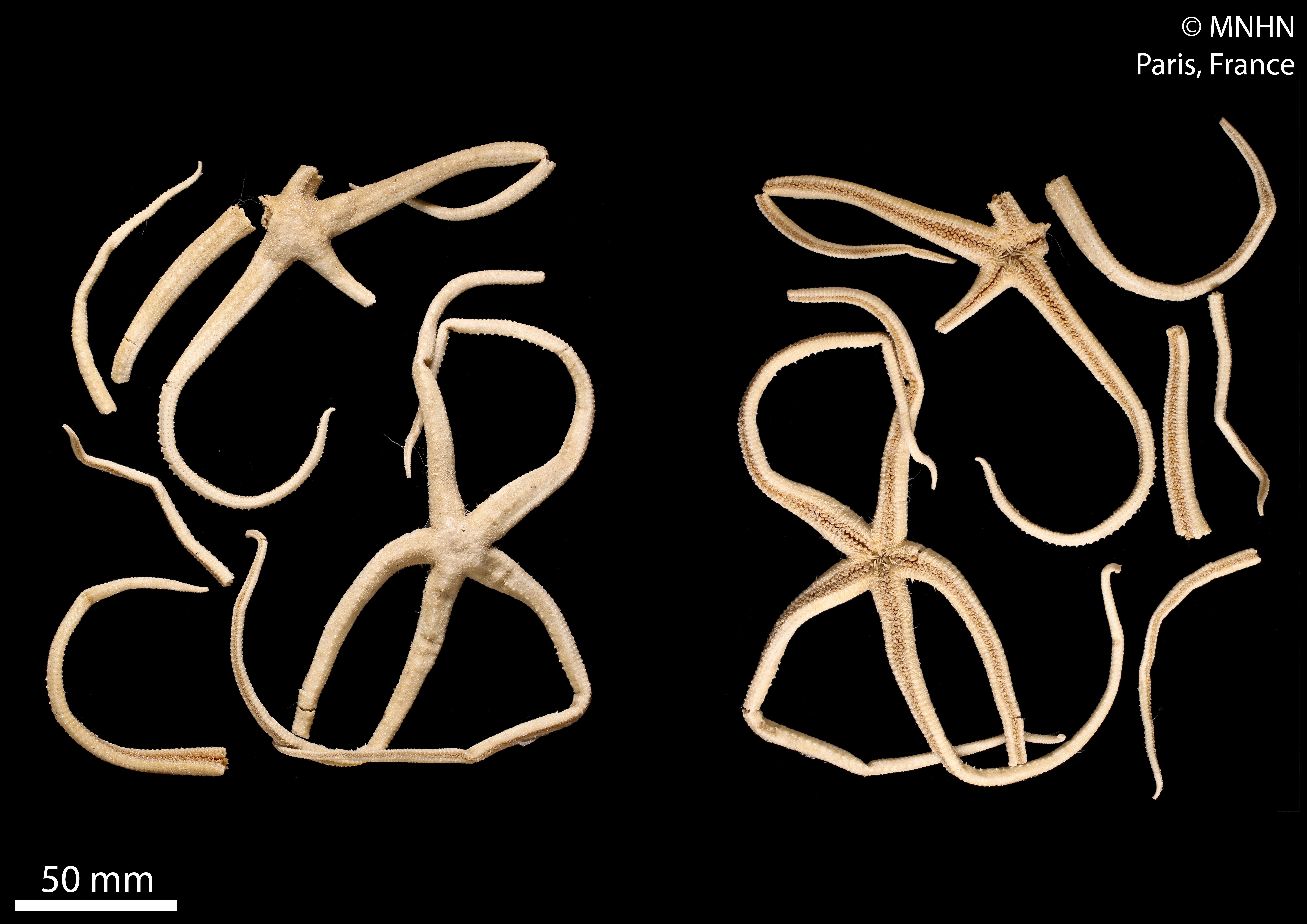
Zoroaster fulgens (MNHN)